# Goodnight Mother
Pour plus de détails, voir Fiche technique et Distribution.
Goodnight Mother ('night, Mother) est un film américain réalisé par Tom Moore, sorti en 1986.

## Fiche technique
- Titre original : 'night, Mother
- Titre français : Goodnight Mother
- Réalisation : Tom Moore
- Scénario : Marsha Norman (play, screenplay)
- Chef décorateur : Jackson De Govia (de)[1]
- Décorateur de plateau : Bonnie Dermer
- Costumes : Robert Blackman
- Maquillage : Brenda Todd (makeup artist)
- Directeur de la photographie : Stephen M. Katz
- Montage : Suzanne Pettit
- Musique : David Shire
- Production : 
  - Producteur : Alan Greisman, Aaron Spelling
  - Producteur exécutive : Dann Byck, David Lancaster
  - Producteur associée : Cheryl Downey, Wallace Worsley Jr.[2]
- Société(s) de production : Aaron Spelling Productions, Blackbird Productions, Universal Pictures
- Société(s) de distribution :  Universal Pictures
- Pays de production :  États-Unis
- Année : 1986
- Langue : anglais
- Format : couleur – 35 mm – 1,85:1 – mono
- Genre : drame
- Durée : 96 minutes
- Date de sortie : 
  - États-Unis : 12 septembre 1986 (limité)

## Distribution
- Sissy Spacek : Jessie Cates
- Anne Bancroft (VF : Martine Sarcey) : Thelma Cates
- Ed Berke : Dawson Cates
- Carol Robbins : Loretta Cates
- Jennifer Roosendahl : Melodie Cates
- Michael Kenworthy : Kenny Cates
- Sari Walker : Agnes Fletcher

## Distinctions

### Nominations
- Golden Globes 1987 : Meilleure actrice dans un film dramatique pour Anne Bancroft
- Berlinale 1987 : Ours d'or pour Tom Moore